# Brøndbyøsters sogn
Brøndbyøsters sogn (danska: Brøndbyøster Sogn) är en församling i Glostrups kontrakt (provsti) i Helsingörs stift i Danmark. Församlingen ligger i Brøndby kommun i Region Hovedstaden. Den hörde före kommunreformen 2007 till Brøndby kommun i Köpenhamns amt, och före kommunreformen 1970 till Smørums härad i Köpenhamns amt.
Den 1 januari 2012 hade församlingen 5 401 invånare, varav 4 091 (75,75 procent) var medlemmar i Danska folkkyrkan.

## Kyrkobyggnader
- Brøndbyøsters kyrka